# Конт (Па де Кале)
Конт (фр. Contes) насеље је и општина у североисточној Француској у региону Север-Па д Кале, у департману Па де Кале која припада префектури Montreuil.
По подацима из 2011. године у општини је живело 319 становника, а густина насељености је износила 44,62 становника/km². Општина се простире на површини од 7,15 km². Налази се на средњој надморској висини од 23 метара (максималној 113 m, а минималној 15 m).

## Демографија
| 1962. | 1968. | 1975. | 1982. | 1990. | 1999. | 2011. |
| ----- | ----- | ----- | ----- | ----- | ----- | ----- |
| 373   | 386   | 333   | 359   | 370   | 334   | 319   |

График промене броја становника у току последњих година